# Тарнобжег
Тарно̀бжег (на полски: Tarnobrzeg) е град в Югоизточна Полша, Подкарпатско войводство. Административен център е на Тарнобжегски окръг без да е част от него. Самият град е обособен в самостоятелен градски окръг с площ 85,40 км2.

## География
Градът се намира в историческия регион Малополша в северозападната част на войводството на границата с Швентокшиското войводство. Разположен е край десния бряг на река Висла, в Тарнобжегската равнина, която е част от физикогеографска област Сандомежка котловина.

## Население
Според данни от полската Централна статистическа служба, към 1 януари 2014 г. населението на града възлиза на 48 217 души. Гъстотата е 565 души/км2.

## Фотогалерия
- Градски музей
- Църква "Св. Мария-Магдалена
- Дворец „Тарновски“